# Giuseppe Moncada
Giuseppe Moncada (Palermo, 15 ottobre 1914 – ...) è stato un calciatore italiano, di ruolo ala.

## Carriera
Ha esordito in Serie A con la maglia del Palermo il 26 maggio 1935 in Palermo-Lazio (2-1).

## Palmarès

### Club

#### Competizioni regionali
- Campionato siciliano 1944-1945